# Włodzimierz Kamiński (1930–1993)
Włodzimierz Kamiński (ur. 12 stycznia 1930 w Gnieźnie, zm. 9 kwietnia 1993 w Poznaniu) – polski muzykolog i instrumentolog.

## Życiorys
Syn Tomasza Kamińskiego, podoficera Wojska Polskiego, oraz Stefanii z d. Wawryszczak. Podczas II wojny światowej został przesiedlony wraz z rodziną w Krakowskie. Po wywiezieniu ojca do KL Auschwitz w 1943 roku musiał zająć się pracą fizyczną. W czasie okupacji ukończył szkołę powszechną, w 1945 roku podjął naukę w gimnazjum w Dębowcu. Po powrocie ojca z niewoli wyjechał z rodziną do Szczecina, gdzie uczęszczał do liceum i szkoły muzycznej.
Po uzyskaniu matury wyjechał do Poznania. W latach 1950–1954 studiował muzykologię na Uniwersytecie Poznańskim, gdzie w 1962 roku uzyskał stopień doktora na podstawie napisanej pod kierunkiem Hieronima Feichta dysertacji Główne problemy kształtowania i rozwoju instrumentarium muzycznego w Polsce. Od 1951 roku zatrudniony był w Dziale Instrumentów Muzycznych Muzeum Narodowego w Poznaniu. W latach 1961–1991 był kustoszem i kierownikiem, a od 1975 roku także kuratorem Muzeum Instrumentów Muzycznych w Poznaniu. Odbył podróże badawcze do ChRL (1965), Mongolii (1971) i ZSRR (1972). Był współorganizatorem Międzynarodowego Konkursu Skrzypcowego im. Henryka Wieniawskiego (od 1952) oraz Międzynarodowego Konkursu Lutniczego im. Henryka Wieniawskiego (od 1957). W 1960 roku zreorganizował poznański Zespół Muzyki Dawnej, od 1962 roku występujący pod nazwą Collegium Musicorum Posnaniensium, pod jego kierownictwem grający na autentycznych instrumentach dawnych ze zbiorów muzealnych, koncertujący w kraju i za granicą, dokonujący nagrań radiowych i płytowych. Od 1964 roku był prezesem Związku Polskich Artystów Lutników. W 1973 roku założył sekcję lutnictwa w poznańskim Liceum Muzycznym. Od 1978 roku prowadził sekcję lutnictwa artystycznego przy Katedrze Instrumentów Smyczkowych i Kameralistyki Akademii Muzycznej w Poznaniu.
Od 1974 roku wykładał w Zakładzie Muzykologii Instytutu Historii Sztuki Uniwersytetu Poznańskiego, od 1978 roku był także wykładowcą poznańskiej Akademii Muzycznej. W 1991 roku uzyskał tytuł profesora nadzwyczajnego, a w 1992 roku tytuł naukowy profesora. W swoich badaniach zajmował się polskim instrumentarium muzycznym oraz historią i teorią sztuki lutniczej. Był autorem prawie 200 prac naukowych, wygłosił około 60 referatów na konferencjach lutniczych i muzykologicznych. Opublikował m.in. prace Skrzypce polskie (Kraków 1969), Instrumenty muzyczne na ziemiach polskich (Kraków 1971) i Lutnictwo (wspólnie z Józefem Świrkiem, Kraków 1972). Publikował artykuły na łamach takich czasopism jak „Archeologia Polski”, „Archaeologia Polona”, „Studia Muzealne”, „Muzyka”, „Ruch Muzyczny”, „Lutnictwo”, „Slavia Antiqua”, „Hudební nástroje”. Przygotował hasła z zakresu instrumentologii do Wielkiej Encyklopedii Powszechnej (1962–1970), Małej Encyklopedii Muzyki (1981), Encyklopedii Muzyki (1995) i Encyklopedii Muzycznej PWM (1979–1987). Współpracował z radiem i telewizją, był konsultantem naukowym filmów Krzyżacy i Kazimierz Wielki. W latach 1972–1991 zasiadał w jury Międzynarodowego Konkursu Lutniczego im. Henryka Wieniawskiego.
Odznaczony został Krzyżem Kawalerskim (1980) i Krzyżem Oficerskim (1986) Orderu Odrodzenia Polski, a także Srebrnym (1968) i Złotym (1975) Krzyżem Zasługi oraz Odznaką „Zasłużony Działacz Kultury” (1966). Otrzymał nagrodę miasta Poznania w dziedzinie upowszechniania kultury (1974), Medal za Ochronę Zabytków w Województwie Poznańskim (1987) i Złotą Odznakę za Opiekę nad Zabytkami (1988).